# Ross-shire

Karte

Ross-shire, oder County of Ross (schottisch-gälisch: Siorrachd Rois), ist eine der traditionellen Grafschaften von Schottland. Ross-shire grenzt an die traditionellen Grafschaften Sutherland, Cromartyshire mit einigen Enklaven, Inverness-shire und an eine Exklave von Nairnshire und umschloss den größten Teil des Gebietes Ross auf dem schottischen Festland und der Insel Lewis in den Äußeren Hebriden. Dingwall ist die historische Hauptstadt der Grafschaft.
Ross-shire und Cromartyshire wurden 1889 durch den Local Government Act 1889 (Scotland) zur Verwaltungsgrafschaft Ross and Cromarty zusammengeschlossen. Diese wurde 1975 durch einen erneuten Verwaltungsakt aus dem Jahr 1973 auf den District Ross and Cromarty der Region Highland und den neuen Verwaltungsbezirk Western Isles aufgeteilt. 1996 wurden die Districts der Region Highland aufgelöst und aus der ganzen Region wurde die Council Area Highland gebildet. 
Die drei ursprünglichen Clans im Hauptland von Ross-shire waren der Clan Ross, deren Chiefs den Titel des Earl of Ross trugen, sowie die Clans Munro und MacKenzie. Der Titel eines Earl of Ross wurde vom schottischen König  Alexander I. „der Wilde“ (1107–1124) seinem Sohn Malcolm MacHeth übertragen, der 1168 starb, woraufhin er erlosch. Der um das Jahr 1251 verstorbene Ferquard MacTaggart war der erste Träger des erneuerten Titels, in dessen Familie mit dem neuen Namen De Ross er bis 1372 blieb. Über weibliche Linie gelangte er dann kurzzeitig an die Familie Leslie, die ihn bis 1424 behielt. Wiederum über weibliche Vererbung ging die Grafschaft an die Familie MacDonald über, die sie nur bis 1475 behielt, als der Titel vom schottischen Parlament dem 11. Earl aberkannt wurde. Von Königin Maria Stuart wurde ihr zweiter Gatte, Henry Stuart, Lord Darnley, im Jahr 1565 neben anderen Titeln auch mit demjenigen eines Earl of Ross ausgestattet, der danach den schottischen und nach 1603 auch englischen Königen bis zur Hinrichtung von Charles I. 1649 verblieb. Ein letztes Mal wurde im Jahr 1772 in der Person von Ralph Gore ein Earl of Ross kreiert, der 1802 starb. Seitdem ist der Titel erloschen.